# Уилсон, Джамал
Джамал Уилсон (англ. Jamal Wilson; род. 1 сентября 1988, Нассау, Багамские Острова) — багамский легкоатлет, серебряный призёр Игр Содружества (2018). Специализируется в прыжке в высоту. Участник летних Олимпийских игр 2016 года.

## Биография
Дебютировал на международных соревнованиях в 2005 году: на юношеском чемпионате мира не смог преодолеть квалификацию. Трижды выигрывал юниорские соревнования стран Карибского бассейна CARIFTA Games, причём в 2007 году с рекордом турнира 2,20 м.
На Панамериканском юниорском чемпионате 2007 года завоевал золотую медаль с прыжком на 2,11 м.
В 2008 году переехал в США, где поступил в Техасский университет. Параллельно с получением образования в сфере бизнеса выступал за студенческую команду в прыжке в высоту и тройном прыжке.
Дважды, в 2008 и 2013 годах, становился призёром чемпионата Центральной Америки и стран Карибского бассейна (бронзовым и серебряным соответственно).
В начале 2016 года на соревнованиях в Нассау впервые в карьере взял высоту 2,30 м. По ходу сезона улучшил этот результат на 1 см, выиграв турнир в австрийском Линце с попыткой на 2,31 м.
Участвовал в Олимпийских играх в Рио-де-Жанейро, где не смог выйти в финал (занял 25-е место в квалификации).
В 2018 году стал вице-чемпионом Игр Содружества, которые проходили в австралийском Голд-Косте. Прыгун уступил только Брендану Старку, который выступал за Австралию.

## Основные результаты
| Год  | Турнир                                  | Место проведения         | Место      | Результат |
| ---- | --------------------------------------- | ------------------------ | ---------- | --------- |
| 2005 | Чемпионат мира среди юношей             | Марракеш, Марокко        | 22 (квал.) | 1,95 м    |
| 2005 | Панамериканский чемпионат среди юниоров | Уинсор, Канада           | 12         | 1,95 м    |
| 2006 | Чемпионат мира среди юниоров            | Пекин, Китай             | 25 (квал.) | 2,10 м    |
| 2007 | Панамериканский чемпионат среди юниоров | Сан-Паулу, Бразилия      | 1          | 2,11 м    |
| 2014 | Игры Содружества                        | Глазго, Великобритания   | 14 (квал.) | 2,11 м    |
| 2016 | Чемпионат мира в помещении              | Портленд, США            | 11         | 2,20 м    |
| 2016 | Олимпийские игры                        | Рио-де-Жанейро, Бразилия | 25 (квал.) | 2,22 м    |
| 2018 | Игры Содружества                        | Голд-Кост, Австралия     | 2          | 2,30 м    |